# Gustav Fröhlich (actor)
Gustav Fröhlich   (Hannover, 21 de març de 1902 - Lugano, 22 de desembre de 1987) va ser un actor i director de cinema alemany. És conegut pel seu paper de Freder Fredersen a la pel·lícula Metropolis de Fritz Lang. Va ser una estrella de cinema popular a Alemanya fins a la dècada de 1950 i va aparèixer sobretot en el paper de galant.

## Vida i Obra

### Abans de 1933
Gustav Fröhlich va créixer amb pares adoptius a Hannover i Würzburg. Era fill il·legítim de la filla d'artesà Therese Sophie Fröhlich i de l'enginyer Gustav König (1876–1952), director tècnic de la Hallesche Maschinenfabrik i pare del sociòleg René König (1906–1992).
Després de fer de voluntari en el servei de premsa militar durant la Primera Guerra Mundial i fer de becari al diari Niedersächsische Landeszeitung el 1919, trobà vàries feines al sector teatral com a recitador de cinema mut, actor de varietats i finalment actor de teatre, que compaginà amb la seva posterior carrera fílmica. Un paper secundari a la coproducció holandesa-alemanya de Theo Frenkel Ein neues Leben (1922) va marcar el debut cinematogràfic de Fröhlich. A continuació, tingué una sèrie de papers principals i secundaris importants en pel·lícules mudes, de les quals Metropolis (1927), la qual va entrar com a extra i sortir-ne com el protagonista, li va fer guanyar la fama, si bé al cost de dures crítiques a la seva actuació.
Després de la introducció de les pel·lícules sonores, Fröhlich va poder continuar la seva carrera sense cap problema. El 1930/31, Warner Bros. el va fitxar a Hollywood, on va aparèixer en versions alemanyes de pel·lícules americanes. El 1931 va aparèixer a la comèdia musical de Max Ophüls Die verliebte Firma al costat de Lien Deyers i també el 1931 al drama criminal de Robert Siodmak Voruntersuchung al costat de Hans Brausewetter i Albert Bassermann. També va treballar sovint amb el director Géza von Bolváry, que el va utilitzar com a actor principal molt freqüentment, sis vegades entre tan sols 1931 i 1933. El 1933, Fröhlich va dirigir la pel·lícula Rakoczy March, el seu debut com a director on també va fer el paper principal al costat de Camilla Horn.

### En el Tercer Reich
Fröhlich es va casar amb l'actriu jueva Gitta Alpár el 1931. Segons Alpár, Fröhlich la va negar quan estava embarassada de la seva filla Julika/Julitschka Fröhlich (nascuda el 1934). Durant una recepció amb el ministre de Cultura Joseph Goebbels, va renegar de la seva dona per poder apropar-se a Goebbels sense obstacles i no posar en perill la seva carrera professional. El matrimoni va acabar en divorci el 1935, quan Alpár ja estava a l'exili.
El 1935/36 va aparèixer davant la càmera tres vegades amb Lída Baarová (Leutnant Bobby, der Teufelskerl, Die Stunde der Versuchung). També va tenir una relació sentimental amb ella durant aquest temps i va viure amb ella a l'illa de Schwanenwerder fins que es van separar. Lida Baarova finalment va deixar Gustav Fröhlich perquè tenia una aventura amb el ministre de propaganda Joseph Goebbels. Fröhlich va acabar casant-se amb Maria Hajek el 1941. A diferència de molts altres col·legues professionals destacats, Fröhlich no va ser considerat indispensable després de l'inici de la Segona Guerra Mundial, el 1941 va ser cridat a servir en un regiment de fusells terrestres de Poznań durant 18 mesos, el qual només se li va permetre abandonar temporalment per participar a rodatges. Tot i així, Fröhlich va erigir-se com una de les estrelles més populars del cinema nazi. El 1944, Fröhlich va ser inclòs a la Llista dels Graciats per Déu del Ministeri d'Il·lustració Pública i Propaganda del Reich.
Com que Fröhlich, tot i la seva activitat fílmica durant el període nazi, no havia actuat en masses pel·lícules de propaganda del règim, va poder continuar la seva carrera fílmica després de la Segona Guerra Mundial. Va seguir actuant en pel·lícules fins al 1960 i actuant al teatre fins al 1976.
Morí el 22 de desembre de 1987 a Lugano.

## Premis i Reconeixements
- Graciat per Déu /Gottbegnadeten (1944)
- Placa de Plata de la Ciutat de Salzburg (1972)
- Llaç Daurat dels Premis Alemanys del Cinema (1973)[2]